# Beisheim Center
Het Beisheim Center is een gebouwencomplex aan de Potsdamer Platz in het Berlijnse stadsdeel Tiergarten gelegen in het stadsdistrict Mitte. Met het gereedkomen en de opening van het Beisheim-Center in januari 2004 werd de herbebouwing en renovatie van de Potsdamer Platz en daarmee het grootste bouwproject in Berlijn afgesloten. Het gebouw is 70 meter hoog, de spits op het dak van het hoofdgebouw reikt tot 82 meter.
Het gebouwencomplex, gelegen op de Lenné-Dreieck, omvat onder andere het Ritz-Carlton Hotel Berlin en het Berlin Marriott International Hotel. Verder omvat het complex twee kantoorgebouwen alsmede twee appartementencomplexen, de Tower Apartments, op de bovenste verdiepingen van het Ritz-Carlton Hotel, en de Parkside Apartments, gelegen direct aan de Großer Tiergarten. Voor de eerste keer in Duitsland werd in het Beisheim-Center het concept "wonen met 5-sterren hotelservice" gerealiseerd. Dit betekent dat de bewoners van de appartementen gebruik kunnen maken van de service en de voorzieningen van het Ritz-Carlton Hotel.

## Architectuur
De architectuur is gestoeld op concept van de "verdichteten Stadt", met duidelijke vormgeving en moderne zakelijkheid. Behoudens het hoofdgebouw hebben alle andere gebouwen een hoogte van 35 meter.
De in totaal vijf gebouwen zijn ontworpen door 4 architecten. Het Ritz-Carlton Hotel, de daarboven gelegen Tower Apartments en het kantoorgebouw Berliner Freiheit 2 zijn ontworpen door architectenbureau Hilmer und Sattler und Albrecht. De Parkside Apartments zijn ontworpen door architectenbureau David Chipperfield. Het Marriott-hotel is ontworpen door architectenbureau Bernd Albers en het kantoorgebouw aan de Ebertstraße 2 door architectenbureau Modersohn & Freiesleben.